# Mentona Moser
Pour les articles homonymes, voir Moser.
 (août 2023).
Si vous disposez d'ouvrages ou d'articles de référence ou si vous connaissez des sites web de qualité traitant du thème abordé ici, merci de compléter l'article en donnant les références utiles à sa vérifiabilité et en les liant à la section « Notes et références ».
Mentona Moser, nom de plume de Luise Moser (née le 19 octobre 1874 à Badenweiler, morte le 10 avril 1971 à Berlin-Köpenick) est une écrivaine suisse, militante communiste et mécène du Secours rouge international.

## Biographie
Mentona Moser est la fille du fabricant suisse d'horloges Heinrich Moser (1805-1874) et de sa seconde épouse Fanny baronne de Sulzer-Wart (1848-1925). Elle grandit avec sa sœur, la zoologiste Fanny Moser (1872-1953). Son père meurt quatre jours après sa naissance. Sa mère, souffrant d'un délire croissant de pauvreté, ne peut pas gérer la fortune dont elle est l'héritière, et s'éloigne de ses filles. Elle est présentée comme la patiente de Sigmund Freud, Emmy von N..
À partir de l'été 1887, Mentona Moser vit avec sa famille sur la péninsule d'Au à Wädenswil. À 17 ans, elle entreprend des études de zoologie en tant que stagiaire à l'université de Zurich, qu'elle poursuit ensuite à Londres. En 1897, elle commence une formation de deux ans en travail social au collège féminin de l'université de Cambridge pour se former en tant que travailleuse sociale. En plus de ses études, Moser est enseignante adjointe dans des écoles du soir. En 1901, elle accepte un poste d'étudiante infirmière au Cottage Hospital de Londres.
Moser retourne en Suisse en 1903 et, après le mariage de sa sœur Fanny Moser, emménage dans son propre appartement à Zurich. Elle revient au travail social, donnant des conférences sur le bien-être et publiant des brochures. Avec Maria Fierz, elle dirige les premiers cours de formation sociale à Zurich en 1908, les Cours d'introduction à l'aide féminine pour les tâches sociales. Elle fonde une association pour les aveugles et participe à la création du premier centre d'accueil pour la tuberculose à Zurich. Il y a aussi des projets de cité ouvrière.
Les plans de conception qu'elle soumet pour un règlement dans la forêt de Zurichberg notamment sont acceptés par le conseil municipal. À partir de janvier 1908, elle donne des cours de garde d'enfants et met à profit ses expériences de planification de terrains de jeux. Au cours de cette activité, elle rencontre Hermann Balsiger, alors secrétaire à la construction de la ville de Zurich, qu'elle épouse en 1909 ; avant son mariage, Mentona Moser était lesbienne et ensuite n'aura pas d'autre homme. Balsiger et Moser deviennent membres du Parti socialiste suisse. Il y a aussi une relation amicale avec Herman Greulich.
Fin 1909 naît leur fille Amrey et en juin 1911 leur fils Edouard. Pendant la Première Guerre mondiale, elle a des opinions différentes de son mari Balsiger, qui est élu juge en chef en 1917, ce qui conduit à leur divorce. Elle reprend son nom de naissance Moser et devient employée au secrétariat central du Reformbundes der Übergangszeit et participe à l'organisation de la grève générale en novembre 1918.
En 1921, le successeur de Moser, Marta von Meyenburg, fonde l'école sociale des femmes à Zurich avec Maria Fierz. La même année, Moser devient membre fondatrice du Parti communiste suisse (KPS). Son activité politique conduit à une collaboration intensive avec la chef de la section des femmes du KPS Rosa Bloch, dont Moser prend la relève en 1922, et au niveau international avec Clara Zetkin. Elle est amie avec Fritz Platten. Il l'aide à créer le foyer pour enfants d'Ivanovo.
Elle milite pour le droit de vote des femmes, ce qui lui pose de plus en plus de problèmes sur le plan professionnel. À Zurich, elle lance un centre de conseil municipal pour la contraception. De 1919 à 1924, elle travaille comme chef du département des soins maternels et infantiles à l'association Pro Juventute.
Après le décès de sa mère, elle accepte sa part minimale de l'héritage et soutient des projets d'aide du Secours ouvrier international et du SRI. Dans ce cadre, elle met à la disposition du Comité central du KPD une maison à Fichtenau, dans laquelle ouvre l'école du parti en février 1929.
Moser quitte l'URSS et s'installe à Berlin en 1929 et produit des disques avec le compositeur Hanns Eisler, le poète Erich Weinert et le chanteur Ernst Busch au profit de la Roter Frontkämpferbund (RFB). Elle dirige le magasin de disques et distributeur de littérature Arbeiter-Kult, dont elle reprend la direction après l'interdiction de la RFB en 1931. Ces disques sont interdits lors d'un procès à l'automne 1931. Au motif qu'elle était membre de la RFB, ses comptes privés sont bloqués et les derniers biens de l'héritage sont confisqués. Le siège d'Arbeiter-Kult est à plusieurs reprises visé par des tirs et assiégé par des nazis en maraude, rendant pratiquement impossible l'entrée des clients intéressés dans le magasin, ce qui conduit à la faillite de toute l'entreprise.
Moser reprend la direction de la bibliothèque des prisonniers de la Rote Hilfe dans la Dorotheenstrasse de Berlin. En 1933, elle reste à Berlin malgré la menace d'une perquisition par la police politique et participe à la Résistance intérieure au nazisme. En 1934, elle revient en Suisse et vit à Morcote en tant qu'écrivain.
Après la Seconde Guerre mondiale, elle est dépendante de l'aide sociale jusqu'à ce qu'elle reçoive une invitation à s'installer en RDA en 1950 de la part de ses compagnons d'armes du SRI Wilhelm Pieck et d'Arbeiter-Kult Fred Oelßner.
Son urne est enterrée dans le Mémorial des socialistes au cimetière central de Berlin-Friedrichsfelde.